# Ernst, Bobbie en het geheim van de Monta Rossa
Ernst, Bobbie en het geheim van de Monta Rossa is een speelfilm gebaseerd op de televisieserie Ernst, Bobbie en de rest. Het is een opvolger van Ernst, Bobbie en de geslepen Onix uit 2007. De film is op 6 oktober 2010 in première gegaan. In de film speelt Erik van Trommel de rol van Ernst en Gert-Jan van den Ende van Bobbie.

## Rolverdeling
| Personage           | Acteur/actrice        |
| ------------------- | --------------------- |
| Ernst               | Erik van Trommel      |
| Bobbie              | Gert-Jan van den Ende |
| Indy                | Chava Voor in 't Holt |
| Fedor               | Ton Kas               |
| Eva                 | Celia van den Boogert |
| Museumsuppoost      | Jochem van Gelder     |
| Simon van der Loeve | Kees Coolen           |
| Leon                | Frans de Wit          |
| Frits               | Ad van Kempen         |